# کنترل والدین
کنترل والدین(به انگلیسی Parental controls) ویژگی‌هایی هستند که ممکن است به خدمات تلویزیونی، بازی‌های ویدئویی و رایانه‌ها، تجهیزات همراه و نرم‌افزار ملحق شوند. کنترل والدین به چهار دسته قابل تقسیم هستند: پالایه گر محتوا، که دسترسی به محتوای نامناسب برای سن را محدود می‌سازد، کنترل‌کننده استفاده، که استفاده از این تجهیزات را محدود می‌سازد مثلاً بازه زمانی استفاده یا نوع خاصی از استفاده را مشخص می‌کند، ابزارهای مدیریت استفاده رایانه‌ای، که استفاده از نوع خاصی از نرم‌افزار را هنگام کار با ابزارها تحمیل می‌کند، قابلیت مسدودسازی رتبه‌بندی مانند مشاوره والدین، TV-MA برای تلویزیون، R و NC-17 انجمن سینمایی آمریکا، M وAO برای ای‌اس‌آربی.

## سامانه‌های ویدئویی که از کنترل والدین استفاده کرده‌اند
- پلی استیشن ۴
- پلی استیشن ۳
- پلی استیشن ۲ (فقط برای دی وی دی)
- پلی استیشن ویتا
- پلی استیشن قابل حمل
- ایکس باکس (کنسول)
- ایکس باکس ۳۶۰
- ایکس باکس یکی از
- نینتندو DSi
- نینتندو 3DS
- Wii
- Wii U
- GameStick
- Nintendo DS

## سیستم عامل‌هایی که کنترل والدین دارند
در زیر لیستی از سیستم عامل‌های محبوب است که ویژگی‌های کنترل والدین به صورت پیشفرض در آنها تعبیه شده است:
- سیستم عامل اندروید[۲]
- iOS[۳]
- سیستم عامل Mac OS X (10.3 و بعد از آن)
- doudoulinux (ساخته شده در وب سایت فیلتر)
- sabily (ساخته شده در وب سایت فیلتر)
- اوبونتو مسیحی edition (ساخته شده در وب سایت فیلتر)
- ویندوز (ویستا و بعد از آن)[۴]